# صاریغ قلمی نبلینا
صاریغ قلمی نبلینا (نام علمی: Marmosops neblina) نام یک گونه از سرده صاریغ‌های قلمی است.